# Борсук (Красноярский край)
Бо́рсук — деревня, существовавшая на территории Назаровского района Красноярского края с конца XVIII века по 1973 год. Ликвидирована в эпоху ликвидации т.н. «неперспективных деревень». Находилась на территории нынешнего Подсосненского сельсовета.

## История
Год возникновения деревни 1739. Вот что пишет Г. Ф. Миллер в своем путешествии из Красноярска в Томск в 1740 году: "Борсуцкая Таловская деревня, на западном берегу Июса, немного выше предыдущей речки. Эта деревня, которая состоит из семи дворов, была основана в прошлом году, а жители ее переселились сюда из деревни Таловки, расположенной выше по Июсу, из-за здешних прекрасных мест".
Занимались как земледелием, так и скотоводством. До начала XX века деревня называлась Барсуцкая или Барсук, чуть позже устоялось название Бо́рсук.
В 1926 году, по архивным данным, проживало 485 человек в 97 домохозяйствах. Имелась школа и мельница. В 1929 году образован колхоз «Камень», построена колхозная ферма для коров, свиней и овец. Хозяйство было большим и добротным. Жители деревни привлекались к работе в «Стойкомбинате» для заготовки древесины. Война не обошла стороной и селян деревни, многие жители ушли на фронт. В 1966 году колхоз распался, все жители стали разъезжаться: в Назарово,  Козульку, в Подсосное, в Сахапту. Расселялись по местам другого жительства самостоятельно. Последней уехала семья Скоченко. 
В настоящее время от населенного пункта ничего не осталось, только кладбище, на которое летом приезжают люди, чтобы помянуть своих родных и близких.  В 2017 был установлен мемориальный камень в память о бывшей деревне.

## Известные жители
В Борсуке проживали родители известной советской актрисы; народной артистки СССР Марины Ладыниной.